# Büyüknacar, Pazarcık
Büyüknacar là một thị trấn thuộc huyện Pazarcık, tỉnh Kahramanmaraş, Thổ Nhĩ Kỳ. Dân số thời điểm năm 2010 là 2.445 người.